# Nitokris I

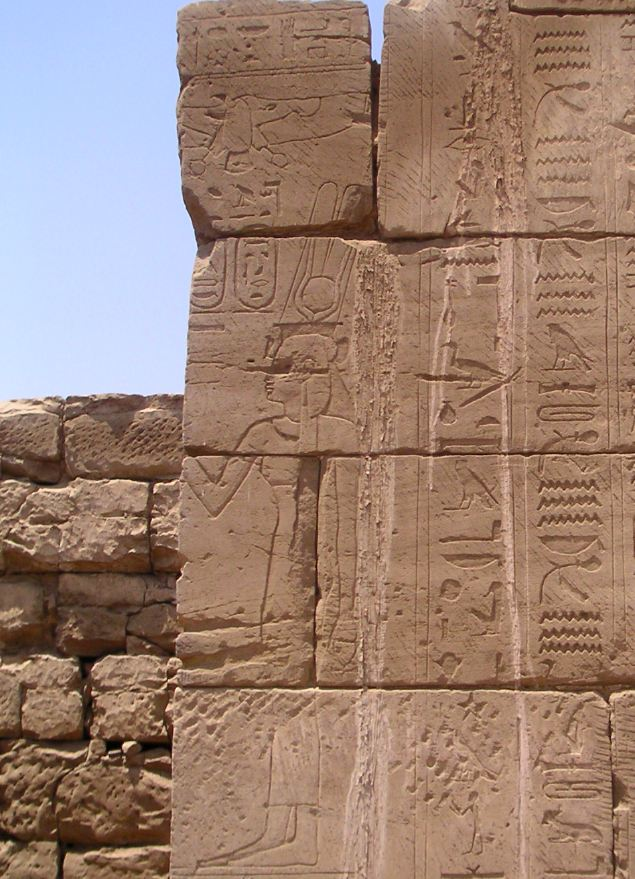
Reliëf van Nitokris I
Tempel in Karnak

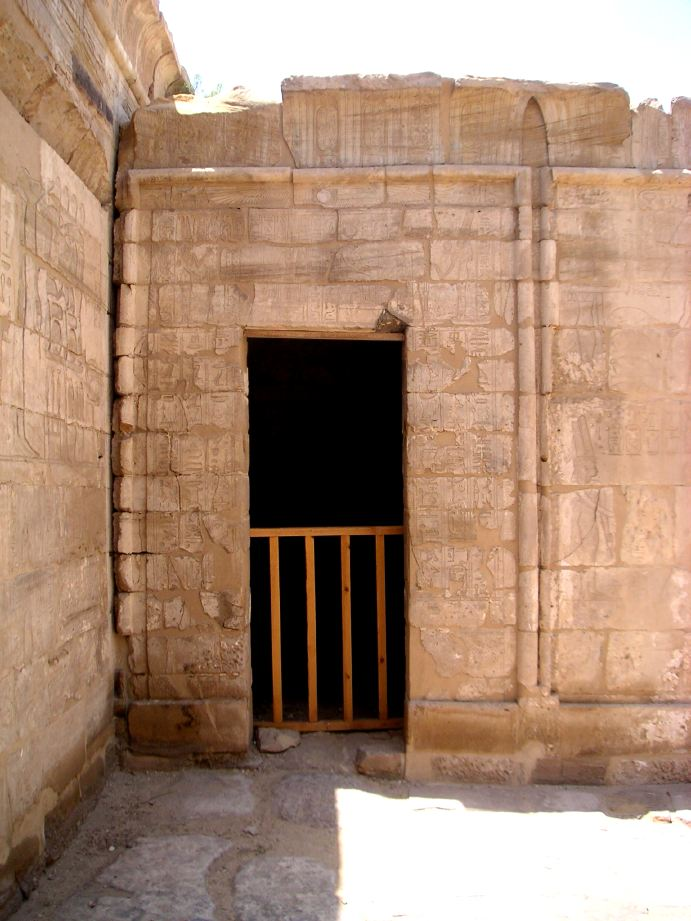
Ingang van de grafkapel van Nikotris I
Karnak

Nitokris I of Neith-ikret Meritmoet (overleden in 585 v.Chr.) was een godsvrouw van Amon tijdens de 26e dynastie van Egypte. Ze was een dochter van farao Psammetichus I en zijn vrouw Mehytenweschet.
Nadat Psammetichus I in 656 v.Chr. Thebe heroverde op de Koesjieten, dwong hij de heersende Godsvrouw van Amon zijn dochter Nitokris als opvolger te nemen. Het is niet bekend wanneer Nikotris het ambt aanvaardde, maar ze vervulde het in elk geval tot aan haar dood in 585 v.Chr. Ze werd bijgezet in een grafkapel in Medinet Haboe.